# Agathocles
Agathocles ist eine Grindcore-Band aus Belgien. Die Musiker bezeichnen ihren Stil als Mincecore (in der Mehrdeutigkeit von „Belgischer Minze“ und to mince: ‚zerhacken‘, ‚durch den Fleischwolf drehen‘; to mince words: ‚kein Blatt vor den Mund nehmen‘, und der Endung -core). Außerdem sind Agathocles für ihre zahlreichen Veröffentlichungen bekannt. Sie gehören zu den Bands mit den meisten Veröffentlichungen überhaupt.

## Geschichte
Bereits seit den frühen 1980ern waren Jan Frederick (Gitarre und Gesang) und Erwin (Schlagzeug) im Underground mit diversen Fanzines und Compilation-Tapes aktiv. 1985 entschlossen sie sich Musik im Stile von Lärm, Accursed Bludgeon und Hellhammer zu machen und gründeten Agathocles. Von 1985 bis 1987 fanden die ersten Konzerte, unter anderem mit Napalm Death und Pestilence, statt und die ersten Aufnahmen, die sich per Tape-Trading in der Szene verbreiteten. Mit Jakke stieß 1987 ein drittes Bandmitglied zur Gruppe, so dass sich Frederick auf den Gesang konzentrieren konnte. Ab 1988 wurden die ersten Extended Plays und Split-Veröffentlichungen auf diversen Independent-Labels herausgebracht. Seitdem veröffentlichte Agathocles eine fast unüberschaubare Menge an Veröffentlichungen, zum Teil im Eigenvertrieb, zum Teil über Labels wie Morbid Records, sowie diverse Independent-Labels aus der ganzen Welt. Derzeit veröffentlicht die Band über Displeased Records. Auch die Besetzung wechselte ständig, die einzige Konstante ist Sänger Jan Frederick.
1997 nahm die Band bei John Peel eine Radio-Session (Peel Session) auf.
Agathocles sind nach Napalm Death zusammen mit Blood und Extreme Noise Terror die älteste noch aktive Grindcore-Band.

## Stil
Agathocles wechseln im Stil zwischen klassischem Grindcore und einem langsameren mehr an Crust-Punk erinnernden Stil, der vielfach als Mincecore (im Spezifischen) bezeichnet wird. Nach Agathocles’ Verständnis umschreibt der Terminus Mincecore den Grindcore der 1980er Jahre mit sozialkritischen Texten, die ab Ende der 1980er Jahre aus der Szene verschwanden, als manche Bands sexistische und rechtsextreme Themen in die Szene brachten und Grindcore kommerziell wurde. Zum Teil übernahmen andere Bands wie Unholy Grave und Archagathus diese Eigenbezeichnung im Sinne des mehr am Punk orientierten, mit einem besondernen Schlagzeugrhythmus ausgestatteten Stils. Der Musikstil von Agathocles wechselt zwischen schnelleren und langsameren Alben, je nach Schlagzeuger. Meist wechseln sich der Basser Jan und der jeweilige Gitarrist mit tiefem Gebrüll und hohen Schreien ab. An manchen Stellen wurde gerade zu anfangs auch gutturaler Gesang und ein Pitchshifter eingesetzt. Die Texte von Agathocles sind ausnahmslos politisch und handeln von gesellschaftskritischen, linken Themen. Unter anderem ein starker Bezug zur Zeitpolitik, insbesondere in Belgien, die Ablehnung von neonazistischen Gedankenguts und ein starker Bezug zu den Themen Tierrecht und Vegetarismus sind der Band eigen. Die Mitglieder von Agathocles haben einen starken Bezug zur D.I.Y.-Hardcore-/Grindcore-Szene und glauben auch weiter an ein Netzwerk befreundeter und gleichgesinnter Personen, das herkömmliche Strukturen im Musikgeschäft ersetzen und die Bands unabhängiger von den Majorlabels machen soll.
Mit der belgischen Black-Metal-Szene um Bands wie Ancient Rites und Enthroned hingegen verfeindete die Band sich in den 1990er Jahren, nachdem Gunther Theys von Ancient Rites mit Burt von Agathocles in der Band Nuclear Domination gespielt hatte; sie warf einem Großteil der belgischen Black-Metal-Szene NS-orientiertes Gedankengut vor. Zwischen Ancient-Rites- und Agathocles-Fans kam es zu Schlägereien, und Lord Sabbathan Occulta von Enthroned beleidigte Agathocles wegen ihrer Anti-Black-Metal-Haltung. Inzwischen äußert Sabbathan sich jedoch positiv zu den Agathocles-Musikern, ohne selbst Grindcore zu mögen, und Roel Tulleneers weist zwar im Zusammenhang mit Ancient Rites auf die offensichtlich voneinander abweichenden Ideologien hin, die Band habe Belgien im Metal jedoch wieder zu Bedeutung verholfen, wofür sie Respekt verdiene; dasselbe gelte auch für Enthroned.
Experimente im Musikstil fanden lediglich über Seitenprojekte wie Fahrenheit AGX (politischer Old-School-Hardcore und Thrash Metal) und Jan Fredericks Soloprojekt Jan AG (Cybergrind) statt.

## Diskografie (Auszug)

### 7″-EPs und Split-7″s
- 1988: Delirium Tremens / If This Is Gore, What’s Meat Then  (Split mit RiekBoois)
- 1988: Keep Mincing (Doppel-7″)
- 1988: Cabbalic Gnosticism
- 1989: Split mit Disgorge
- 1989: Fascination of Mutilation
- 1989: Live in Aalst, Belgium, 1989 / (No-Fi) (Split mit Godstomper)
- 1989–1990: If This Is Cruel What’s Vivisection Then?
- 1989–1990: Split mit Morbid Organs Mutilation
- 1989–1991: Split mit Psycho
- 1989–1997: Having Fun with Satan / Emoc T’now Modgnik Yht! (Split mit Sterbehilfe)
- 1989/2002/2004: Split mit Jan AG and the Gajna
- 1990: Morally Wrong / Grind ‘Till Deafness (Split mit Violent Noise Attack)
- 1990: Traditional Rites (Split mit Blood)
- 1990: Split mit Smegma
- 1990: Split mit Putrid Offal
- 1990: Who Shares the Guilt? / Blind World (Split mit Nasum)
- 1991: Agarchy
- 1992: Contra Las Multinacionales Asesinas Accion Directa / Starvation (Split mit Violent Headache)
- 1993: War Scars / Dethrone Christ (Split mit Kompost)
- 1993: Distrust and Abuse
- 1993: Live in Mannheim Germany / Live in Mannheim (Split mit Nyctophobic)
- 1993: Throne of Apprehension / Provoked Behaviour (Split mit Man is the Bastard)
- 1993: Split mit Patareni
- 1993: Split mit Audiorrea
- 1993: Split mit Social Genocide
- 1993: No Use … (Hatred)
- 1993: Split mit Bad Acid Trip
- 1993: Split mit Smash the Brain
- 1993–1994: Is It Really Mine / Trying to Breakout (Split mit Punisher)
- 1994: Cgarchy / Screenfreak (Split mit Carcass Grinder)
- 1994: Pigs in Blue / The Grave of Noise (Split mit Plastic Grave)
- 1994: Our Freedom – A Lie / Wiped from the Surface (Split mit Rot)
- 1994: Back to 1987
- 1994: Mincemongers in Barna
- 1996: Agonies / No Gain Just Pain (Split mit Unholy Grave)
- 1996: Split mit Autoritär
- 1996: Cheers Mankind Cheers / Asian Cinematic Superiority (Split mit Präparation-H)
- 1996: Split mit Krush
- 1996: Split mit Black Army Jacket
- 1997: Excruciating Terror Split
- 1997: Split mit Shikabane
- 1997: Split mit BWF
- 1997: Society of Steel / Fuck Your Values (Split mit Abstain)
- 1997: Live and Noisy (Doppel-7″)
- 1997: Split mit DxIxE
- 1997: Cold as Ice / I’ve Never Been to the States But I’ve Gone Through Hell a Couple of Times (Split mit PP7 Gaftzeb & The Calypso Queerleaders)
- 1997: Live in Slovakia (Roy Batty Version) / Democracide (Split mit Monolith)
- 1997: Looking for an Answer Split
- 1997: He Cared..... ......They Don’t / Lepz in Yo Hood (Split mit Mitten Spider)
- 1997: Belgium’s Little Cesspool / … And Man Made the End (Split mit Malignant Tumour)
- 1997–1999: Glass Eyes / We Never Forget !!! (Split mit Abortion)
- 1998: Report / Man Is the Cruelest Animal (Split mit Blood Suckers)
- 1998: Split mit Depressor
- 1998: Split mit Urban Struggle
- 1998: Gotcha
- 1998: Keep Mincing
- 1998/2002: No Ear for You / Rollercoaster (Split mit Jan AG)
- 1999: Poisonous Profit / The Malevolent (Split mit Grind Buto)
- 1999: Even Shakespeare Fed the Worms / Piles Left to Rot (Split mit Embalming Theatre)
- 1999: Split mit Disreantiyouthhellchristbastardassmanx
- 1999: Kicked and Whipped / Keep on Selling Cocaine to Angels (Split mit Worship)
- 1999: Mutilation / We Hate Hungarian Scene (Split mit Din-Addict)
- 1999: Split mit Mucus
- 2000: Basta !! / Leads To...... (Split mit Kontatto)
- 2003: Split mit Les Baudouins Morts
- 2003: The Story of the World in Flames / Hand in Hand (Split mit Front Beast)
- 2003: Cash and Traps / 100 % Fat Ass Drunk ‘n’ Roll (Split mit Fat Ass Fuckers)
- 2003: Split mit Kadaverficker
- 2003: Split mit Kuolema
- 2003: Split mit The Mad Thrashers
- 2003: Live in Leipzig 2003 / … Our Last Beer(s) … (Split mit Rot in Pieces)
- 2003: Water / Class Wars (Split mit The Usual Suspects)
- 2003: Retardation / Spiced with Elektrokill (Split mit Bloodred Bacteria)
- 2003: Cruelty for Popularity / Sodan Sankareita (Split mit Siviilimurha)
- 2005: Split mit Venereal Disease
- 2005: Split mit Permanent Death
- 2007: Split mit Occult
- 2007: Split mit Sakatat
- 2007: Law and Order / The Politician (Split mit Bestial Vomit)
- 2007: Sad Monkey / Bastard Breed (Split mit Archagathus)
- 2007: Hippies Use Backdoor – No Exceptions / Aftermath of War (Split mit Gorgonized Dorks)
- 2007: Split mit Desecrator
- 2007: Alexandra’s End / Mincing the Fascist EP (Split mit Selfmadegod)
- 2008: Split mit J. Briglia, L. Butler, D.Schoonmaker und J.Williams
- 2007: From Conversation to Manipulation / Trashing the 21st Century (Split mit The Lettuce Vultures)
- 2008: Split mit Repulsione
- 2008: Split mit Haemophagus
- 2011: Split mit Sposa in Alto Mare
- 2019: Split mit Antikult

### LPs und Split-LPs
- 1988–1991: Theatric Symbolisation of Life (Doppel-LP)
- 1988–1992: Use Your Anger
- 1989: Split mit Drudge
- 1989–1991: Split mit Lunatic Invasion
- 1989–1998: Mince-Core
- 1992: Cliché?
- 1992–1993: Split mit Averno
- 1992–1993: Minced Alive
- 1993–1994: Black Clouds Determinate (Doppel-LP)
- 1996: Thanks for Your Hostility
- 1996: Bastard Breed, We Don’t Need! / The Mirror of Our Society (Split mit Vomit Fall)
- 1996: Bomb Brussels
- 1997: Humarrogance
- 1998: Pressure / Human Fraud (Split mit Deadmocracy)
- 1999: To Serve.... / Ord Och Inga Visor (Split mit Disculpa)
- 1999: .....To Protect / Rotten World But No Bore Shit!! (Split mit Unholy Grave)
- 2003: Razor Sharp Daggers
- 2005: Superiority Overdose
- 2006: Mincer

### CDs und Split-CDs
- 1985–1990: Mince Core History 1985-1990
- 1988: Keep Mincing
- 1988–1991: Theatric Symbolisation of Life
- 1989: Live in Gierle, 1989
- 1989–1991: The LP’s: 1989-1991
- 1989–1993: Mince Core History 1989-1993
- 1989–1998: Mince Core
- 1989/2003: Mincemania in Bulgaria
- 1991: Live in Leipzig, 1991
- 1991–1992: Agarchy / Use Your Anger
- 1992–1993: Split mit Averno
- 1992–1997: Humarrogance / Live
- 1993–1994: Black Clouds Determinate
- 1993–1995: Razor Sharp Daggers
- 1993–1996: Mince Core History 1993-1996
- 1994–1997: Until It Bleeds
- 1994–1999: Until It Bleeds Again
- 1996: Thanks For Your Hostility
- 1996: Stop the Abuse! / How Much Blood Do You Need, Yet? (Split mit Chaotic Humanity Choice)
- 1996: Bomb Brussels
- 1997: Robotized / Böses Blut (Split mit Depression)
- 1997: Humarrogance
- 1997: Humarrogance / The Dark Ages Revived
- 1997: Spud (Split mit Nuclear Devastation)
- 1997: Scrawl / 7 Minutes of Nausea Split
- 1997: Split mit Irritate und New York Against the Belzebu
- 1997: Split mit Axed Up Conformist
- 1998: Raised by Hatred / Hunt Hunters (Split mit Suppository)
- 1998: Tear Off the Mask / Gotcha! (Split mit Comrades)
- 1998: Comrades – Benefit to Mince Core Act for Food Not Bombs (Split mit Ravage)
- 1998: Live in Stavenhagen 1998 / Kaosa Turniĝo (Split mit Stomachal Corrosion)
- 1999: To Serve… To Protect
- 1999: Mutilation / We Hate Hungarian Scene (Split mit Din-Addict)
- 1999/2000: To Serve… To protect / Leads To…
- 2000: Alive and Mincing
- 2001: Superiority Overdose
- 2003: Agatho Grave (Split mit Unholy Grave)
- 2003: Cruelty for Popularity / Sodan Sankareita (Split mit Siviilimurha)
- 2003: Show Your True Colors Vol.3 (Split mit World Downfall)
- 2005: Frost Bitten Death / Nolme (Split mit Dios Hastío)
- 2005: Split mit Venereal Disease
- 2005: Robotized / Böses Blut (Split mit Depression)
- 2005: Twisting History / Seeds of Cruelty (Split mit Fahrenheit AGX)
- 2006: Mincer
- 2008: Grind Is Protest

### MCs und Split-MCs
- 1991: Mincecore Not Wargore: Collection Tape ‘88-‘90
- 1993: Split mit Extreme Smoke
- 1993: Split mit Cripple Bastards
- 1995: Split mit Notoken
- 1996: Grind Your Mind !!! (Split mit Cornucopia)
- 1996: Split mit Voltifobia
- 1997: Split mit Dischord, Grossmember und Orchestral Pit’s Cannibals
- 1997: Split mit Hypo-Christians
- 1997: Kolik Krve Ještě Potřebujete !?! How Much Blood Do You Need, Yet !?!
- 1998: Agathocles
- 1998: Destroy to Create
- 1999: Split mit Extreme Decay
- 1999: Split mit P.T.A.O. und Pesmenben IV
- 1999: Split mit Grot
- 2002: Split mit Ulcerrhoea
- 2007: Mince-core for Passion, Not for Fashion
- 2008: Sociedad Konsumida! (Split mit Grotesko)
- 2009: Split mit Idiot Convention
- 2009: Split mit Archagathus

### DVDs
- 2005: Release Party Superiority Overdose